# Epålett m/1804-1895

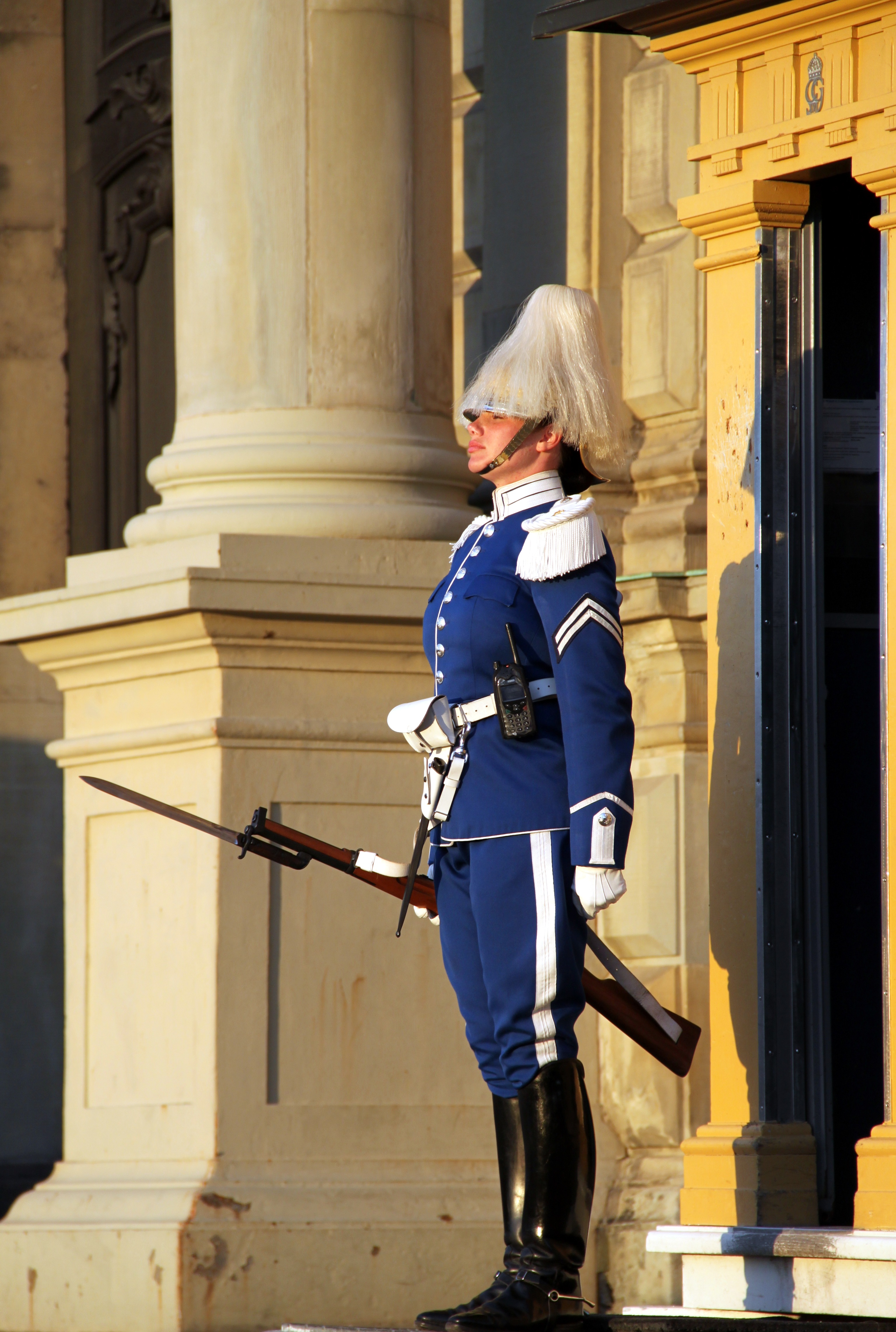
Soldat ur Livgardets Livskvadron med epålett m/1804-1895 vit.

Epålett m/1804-1895 är en epålett som används inom försvarsmakten.

## Utseende

### För specialistofficerare
Denna epålett är av silverfärgad plåt med foder i regementets färg och har en silverplatta i mitten. Den är slutligen försedd med ett visst antal stjärnknappar i guld som gradbeteckning. Alla epåletter har dessutom ett namnchiffer m/1974.

### För soldater och gruppbefäl
Av vitt tyg med vit frans försedd med namnchiffer m/1974 i guldfärgad metall. Epåletten träs över vapenrockens axelklaff som knäpps, varefter epåletten knäpps med samma knapp.

### För musiker
Samma som soldater och gruppbefäl, men av rött tyg med röd frans. Används endast vid stor parad till vapenrock m/1895. Till vapenrock m/1886 anläggs bragoner som används till både liten och stor parad.

## Användning
Epålett m/1804-1895 bäres endast till vapenrock m/1886 samt vapenrock m/1895 vid stor parad. Militärmusiker med vapenrock m/1886 anlägger bragoner, som används vid både liten och stor parad istället för epåletter.

## Fotografier

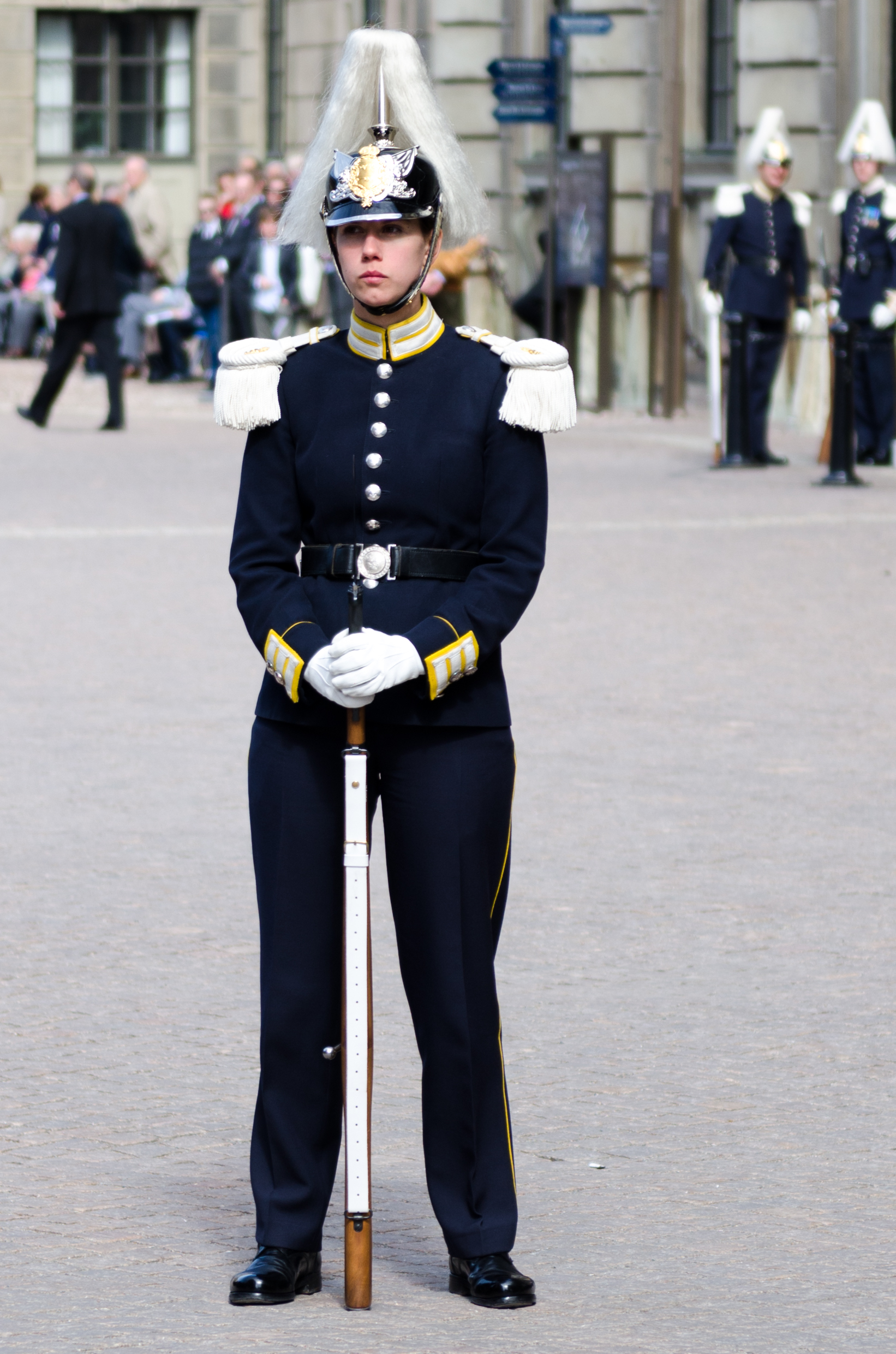
Soldat ur Livgardets Livkompani med epålett m/1804-1895 vit.
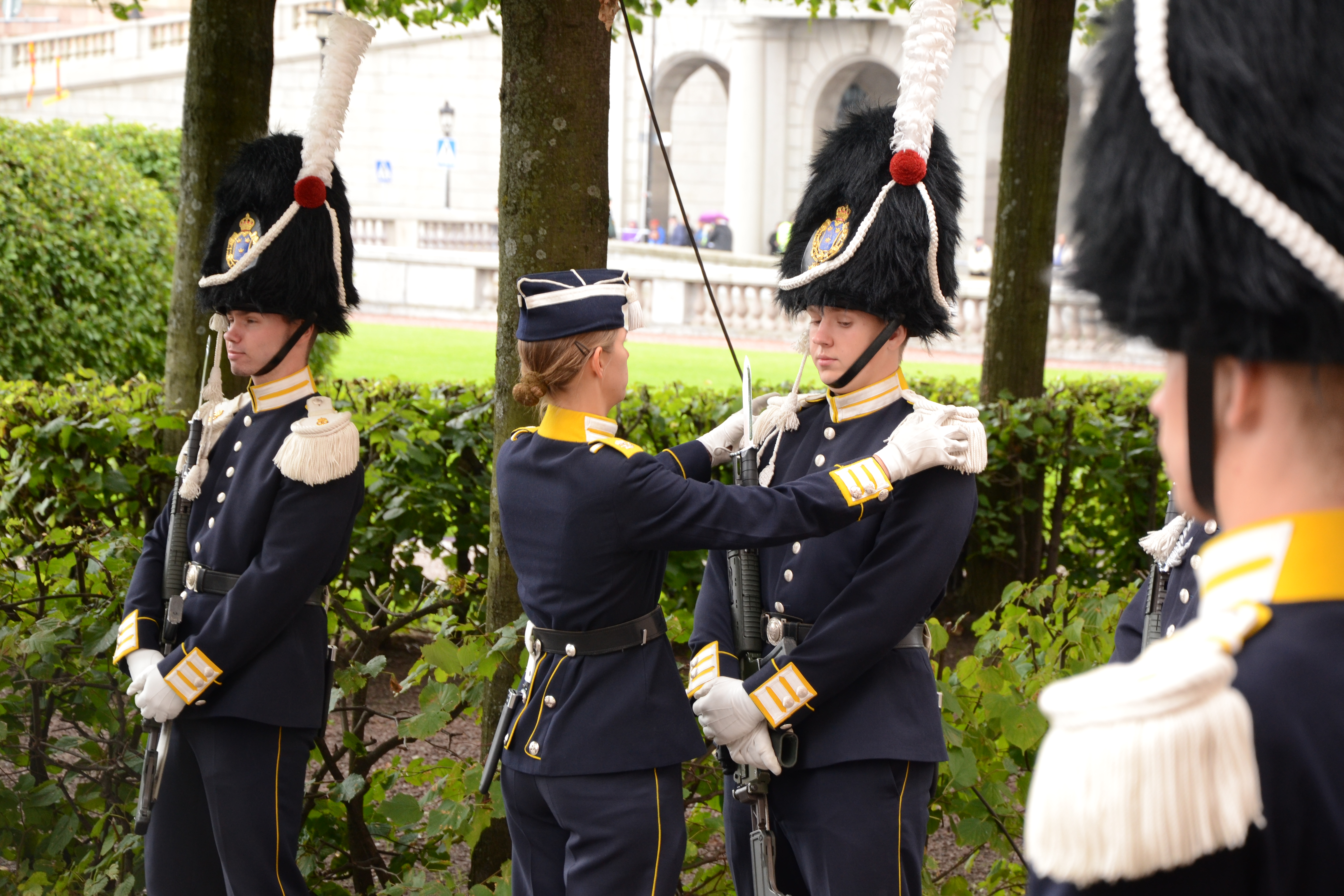
En soldat rättar till epåletterna hos en grenadjär ur Livgardets Livkompani.
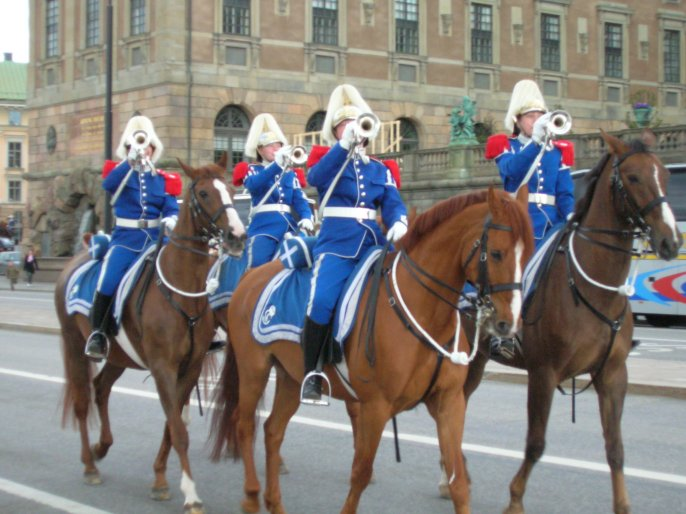
Dragontrumpetare ur Livgardets dragonmusikkår iförda uniform m/1895 och epålett m/1804-1895 för musiksoldater.
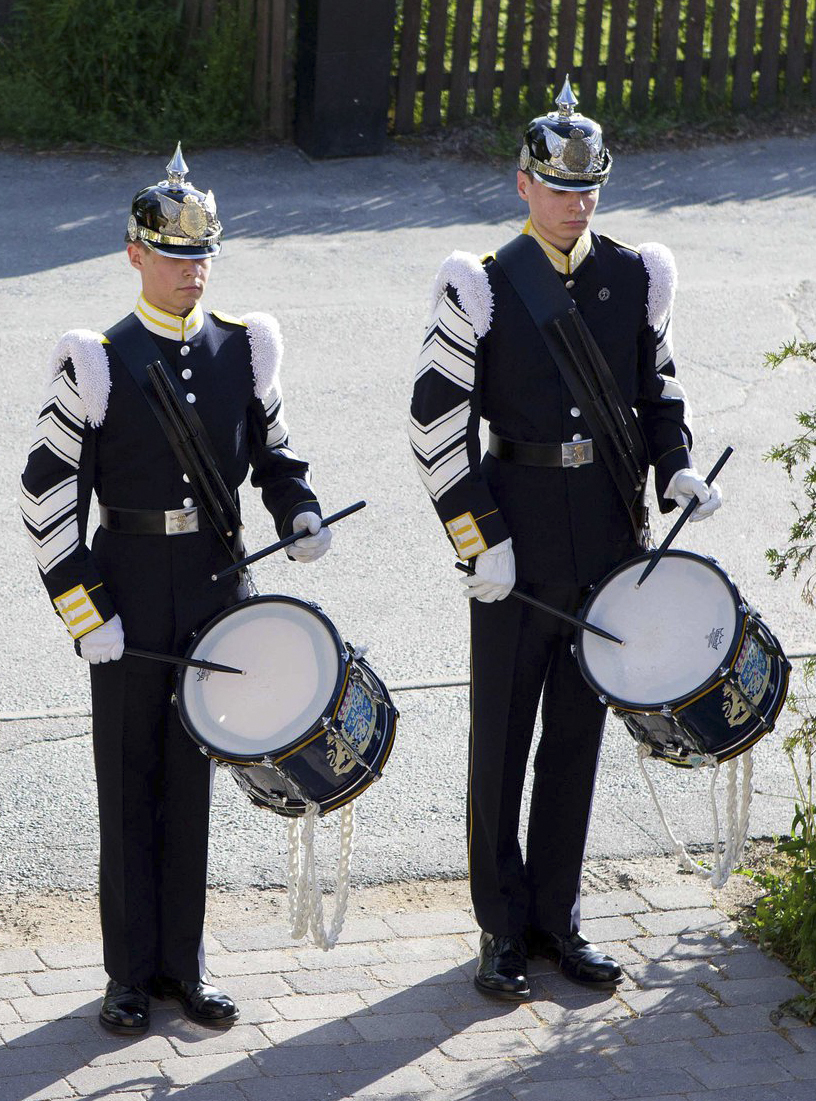
Musiksoldater med vapenrock m/1886 anlägger bragoner istället för epåletter.